# Pantana subfascia
Pantana subfascia är en fjärilsart som beskrevs av Moore 1865. Pantana subfascia ingår i släktet Pantana och familjen tofsspinnare. Inga underarter finns listade i Catalogue of Life.